# Atyasevo
Atyasevo (oroszul: Атяшево, ezra nyelven Отяжеле) városi jellegű település Oroszországban, Mordvinföldön, az Atyasevói járás székhelye.
Lakossága: 6246 fő (a 2010. évi népszámláláskor).
Mordvinföld keleti részén, az erdős-sztyepp övben, sík vidéken helyezkedik el. A köztársasági fővárossal, Szaranszkkal az Ardatov felé vezető országút köti össze. Vasútállomás a Szaranszk–Kazany vasúti fővonal Romodanovo (Krasznij Uzel állomás) és Kanas közötti szakaszán.
1894-ben alapították a Moszkva–Kazany vasútvonal építésekor. A vasútépítők szálláshelyéből kialakult település a szovjet időszakban, 1928-ban járási székhely lett. Lakóházainak többsége földszintes, de északkeleti részén emeletes panelházakból álló lakótelep (mikrorajon) épült.
A járásnak mezőgazdasága és arra épülő feldolgozóipara jelentős. Atyasevóban működik Mordvinföld egyik legnagyobb húsfeldolgozó kombinátja és a járás jelentős tejfeldolgozó üzeme.